# Cuthona rolleri
Cuthona rolleri is een slakkensoort uit de familie van de Cuthonidae. De wetenschappelijke naam van de soort is voor het eerst geldig gepubliceerd in 1988 door Gosliner & Behrens.